# Kajsaniemi botaniska trädgård
Kajsaniemi botaniska trädgård är en botanisk trädgård som ligger i Kajsaniemiparken i Helsingfors. Kajsaniemi botaniska trädgård och Gumtäkt botaniska trädgård hör till enheten Helsingfors Universitets Botaniska Trädgård som är en institution som fungerar under Helsingfors universitet och Naturhistoriska museet. Trädgården öppnades för allmänheten 1812, samma år som Helsingfors blev Finlands huvudstad. Trädgården består av tio växthus och idag finns där upp till 1300 växtstammar från olika delar av världen. Växterna används flitigt inom forskning och på utställningar. 

## Historik
Hans Henrik Böje hyrde 1763 land i Kajsaniemi av Helsingfors stad och grundade en trädgård där. År 1812 öppnades trädgården för allmänheten och 1827 började man enligt Carl Ludvig Engels planer omvandla trädgården till en allmän park för Helsingforsborna. Helsingfors botaniska trädgård har sina rötter i Åbo Akademis botaniska trädgård, som grundades av Elias Tillandz. År 1828, efter Åbo brand, flyttade Åbo Akademi till Helsingfors. När professorn och botanikern Carl Reinhold Sahlberg kom från Åbo till Helsingfors, kunde han grunda en ny trädgård där den gamla funnits, eftersom Åbo Akademi fått området i Kajsaniemi där den gamla legat.  Den nya trädgården grundades 1829 och den bestod av Sahlbergs privata samlingar, som överlevt branden. De ursprungliga växthusen i trädgården ritades av Franz Faldermann, som fick som uppgift att skapa trädgården. Växthusen ersattes i slutet av 1800-talet av växthus, ritade Gustaf Nyström.

## Växtsamlingar
Kajsaniemis växtsamlingar består av cirka 1300 växtstammar. I utomhusträdgården växer omkring 3400 registrerade växtbestånd, som motsvarar ungefär en tredjedel av hela växtsamlingen. Växtbeståndet består av cirka 2300 arter och underarter. I den botaniska trädgården finns det allt från vedartade växter till örtartade växter och från buskväxter till träd. Växterna härstammar från olika ställen i världen och där finns växter från Afrikas torra savanner och Sydamerikas frodiga regnskogar. Några av växthusets största sevärdheter är palmsalen och den sydliga jättenäckrosen som överlevde bombningarna på Helsingfors under andra världskriget. I botaniska trädgården odlas vårblommor som narcisser och tulpaner. När sommaren kommer, gror blommorna som man planterat under våren och arter av sommarblommar som ringblommor, sammetsblomster och facelia växer i trädgården. 